# Dyspteris mexicaria
Dyspteris mexicaria là một loài bướm đêm trong họ Geometridae.